# Désastre de la mine de Rajpura Dariba
Le désastre de la mine de Rajpura Dariba est survenu à Dariba (en), à Udaipur, le 28 août 1994 dans une mine exploitée par Hindustan Zinc Ltd.

## Déroulement
La boue provenant d'un chantier d'exploitation minière souterraine de roches dures où le remblai cimenté ne pouvait pas se déposer a brisé le bouchon formé sous le chantier. Le puits subissait une deuxième phase d'approfondissement. Un bouchon a été placé dans le puits pour séparer l'ancienne partie d'exploitation de la nouvelle construction. La boue s'est coincée sur ce bouchon d'arbre. Elle s'est accumulée jusqu'à ce que le poids submerge le bouchon. Les matériaux accumulés ont traversé le niveau de halage et ont emprunté le chemin le plus court via le puits principal jusqu'à la mine. Les 13 mineurs de la mine se sont noyés.

## Chantier
Un chantier d'environ 50 mètres de longueur horizontale, de 25 à 50 mètres de largeur et de 50 mètres de profondeur verticale a été excavé. Cette zone de chantier a été forée complètement à partir du sommet du chantier sur toute sa hauteur de 50 mètres à l'aide de longues machines de forage. Au fond du chantier, une superficie suffisante est dégagée pour extraire les déblais. Le chantier est dynamité en tranches d'environ 5 mètres environ à l'aide d'explosifs. La boue dynamitée est retirée à l'aide d'une machine charge et roule. Après le dynamitage, un bouchon de barricade est placé au fond du chantier d'où les déblais sont retirés. Ce bouchon de barricade a un tuyau de sortie équipé en bas d'une encoche en V pour une décantation et une surveillance appropriées. Ce chantier vide est maintenant équipé de longs tuyaux de décantation à descendre du haut des chantiers. Le chantier vide est rempli de remblai de ciment. L'eau est drainée du fond du chantier et le remblai se solidifie graduellement.

## Causes possibles
L'effondrement était clairement dû à la non-solidification. La décantation est la première étape pour une bonne solidification. 8 000 m³ de matériau avec une hauteur de chute maximale de 50 mètres restant sous forme de lisier pendant plusieurs jours indiquent un manque de décantation, ce qui peut être dû à une installation déficiente de l'équipement de décantation et/ou du système de surveillance. 15 chantiers avaient déjà été remplis avec succès, indiquant une expérience et une fiabilité suffisantes de la méthode et des équipements utilisés. Personne n'a remarqué que 50 mètres de tête de boue de remplissage avaient été créés à l'intérieur du chantier au fil des jours/mois. L'absence de notifications de non solidification indique un système d'alarme inadéquat.